# Staatsforst Rheurdt / Littard
Staatsforst Rheurdt / Littard este o arie protejată (arie specială de conservare — SAC, sit de importanță comunitară — SCI) din Germania întinsă pe o suprafață de 144,68 ha, integral pe uscat.

## Localizare
Centrul sitului Staatsforst Rheurdt / Littard este situat la coordonatele 51°27′33″N 6°29′52″E / 51.4592°N 6.4978°E.

## Înființare
Situl Staatsforst Rheurdt / Littard a fost declarat sit de importanță comunitară în martie 2001 pentru a proteja un număr necunoscut de specii din flora spontană și fauna sălbatică aflate în arealul zonei. Situl a fost protejat și ca arie specială de conservare în aprilie 2013.

## Biodiversitate
Situată în ecoregiunea atlantică, aria protejată conține 2 habitate naturale: Păduri de fag Luzulo-Fagetum, Păduri de stejar sau de stejar și carpen sub-atlantice și medio-europene de Carpinion betuli.
La baza desemnării sitului se află un număr nedeclarat de specii protejate.